# Aachen (district 1972-2009)
Aachen a fost în perioada 1972-2009 un (district) în vestul landului Nordrhein-Westfalen, Germania. Districtele învecinate erau Heinsberg, Düren, Euskirchen, orașul liber Aachen și provinciile Limburg (Olanda) și Liège (Belgia). Era situat în regiunea administrativă Köln, iar capitala sa a fost Aachen. A fost desființat pe 21 octombrie 2009.
- Alsdorf
- Baesweiler
- Eschweiler
- Herzogenrath
- Monschau
- Roetgen
- Simmerath
- Stolberg
- Würselen